# France 3 Auvergne
France 3 Auvergne est une des vingt-quatre antennes métropolitaines de proximité de la chaîne France 3 du groupe France Télévisions, émettant en Auvergne (région Auvergne-Rhône-Alpes), et basée à Chamalières, près de Clermont-Ferrand.
Elle disposait également de bureaux dans l'Allier (à Moulins), le Cantal (à Aurillac) et la Haute-Loire (au Puy-en-Velay).
À partir du 4 janvier 2016, elle fusionne avec deux autres antennes au sein de France 3 Auvergne-Rhône-Alpes.

## Histoire de la chaîne
Le Centre d'actualité de Clermont-Ferrand de l'Office de radiodiffusion télévision française (ORTF) est créé en septembre 1964 à son emplacement actuel, au Château Saint Victor, avenue de Royat à Chamalières.
À la suite de l'éclatement de l'ORTF le 31 décembre 1974 et de la création de la nouvelle société nationale de programme France-Régions 3 responsable de toutes les chaînes de radio et de télévision régionales, la station est intégrée au sein de FR3 Rhône-Alpes Auvergne dès le 6 janvier 1975 lorsque les programmes régionaux passent de la deuxième à la troisième chaîne.
L'information régionale est diffusée tous les jours de 19 h 10 à 19 h 30 dans le cadre du 19/20 dès 1990.
Avec la création de France Télévision le 7 septembre 1992, FR3 Rhône-Alpes Auvergne devient France 3 Rhône-Alpes Auvergne.
Fin 2009, la direction régionale de France 3 Rhône-Alpes Auvergne couvrait 12 départements et comptait trois rédactions régionales (Lyon, Grenoble et Clermont-Ferrand), quatre éditions locales (Lyon, Saint-Étienne, Grenoble et Clermont-Ferrand), dix bureaux permanents et une unité régionale de production.
Depuis le 4 janvier 2010, une nouvelle organisation de France 3 a été mise en place dans le cadre de l'entreprise unique. L’un des changements majeurs pour France 3 est la suppression de ses 13 directions régionales remplacées par quatre pôles de gouvernance (Nord-Est, Nord-Ouest, Sud Ouest et Sud-est) localisés dans quatre grandes villes de France, celui du Sud-Est ayant été attribué à Marseille. Les régions sont redécoupées en 24 antennes dites de proximité. Les bureaux régionaux d'information de Grenoble et Clermont-Ferrand cessent de dépendre de Lyon, qui a perdu son rôle de direction régionale, pour devenir autonomes. France 3 Rhône-Alpes Auvergne se scinde alors en trois antennes de proximité : France 3 Auvergne, France 3 Rhône-Alpes et France 3 Alpes.
L'édition locale dédiée à l'agglomération clermontoise (Clermont Soir) disparaît à l'été 2011.

## Identité visuelle
Le 29 janvier 2018, France 3 dévoile le nouveau logo pour la région Auvergne et l'ensemble de sa rédaction nationale.

### Identité visuelle (logo)

Logo de FR3 Rhône-Alpes Auvergne du 6 mai 1986 au 6 septembre 1992.
Logo de France 3 Rhône-Alpes Auvergne du 7 septembre 1992 au 7 janvier 2002.
Logo de France 3 Rhône-Alpes Auvergne du 7 janvier 2002 au 6 avril 2008.
Logo de France 3 Rhône-Alpes Auvergne du 7 avril 2008 au 3 janvier 2010.
Logo de France 3 Auvergne du 4 janvier 2010 au 4 septembre 2011.
Logo de France 3 Auvergne du 5 septembre 2011 au 3 janvier 2016.

## Slogans
- Depuis 2021 : « Nos différences font notre lien »

## Émission régionale (Présentateurs)
L'essentiel des émissions régionales diffusées sur France 3 Auvergne sont communes à celles de France 3 Rhône-Alpes & France 3 Alpes.
Seules les émissions comme (les JT, PILS et Dimanches en politiques en Auvergne) sont spécifiques à l'antenne France 3 Auvergne.

### Journaux télévisés
Toute l'actualité de l'Auvergne dans : le ici 12/13 et le ici 19/20 .
- Laurence Laborie (JT semaine : 12/13)
- Charline Collet (JT semaine : 12/13)
- Maxime Van Oudendycke (JT semaine : 19/20)
- Delphine Cros (JT : 12/13, 19/20)
- Fabien Gandilhon (JT
- Marie Morin (JT semaine : 19/20)
- Camille Da Silva (JT : Week-end)
- Richard Beaune (JT : Week-end)
- Jean-Luc Roussilhe (Sports)

### Magazine

#### Par ici les sorties(PILS)
C'est l'agenda culturel de France 3 Auvergne diffusé chaque vendredi à 19 heures. Concerts, spectacles de danse, théâtre, rendez-vous culturels, Richard et Valérie passent en revue chaque semaine toutes les sorties de la région.
- Richard Beaune
- Valérie Mathieu

#### Dimanche en politiques en Auvergne
C'est le magazine de 26 minutes de débat politique et sociétal, le dimanche à 11 h 30. Il traite des sujets qui font débat et des enjeux politiques, sociaux et sociétaux. Hommes et femmes politiques, citoyens engagés et habitants de la région apportent leurs réponses à la question de la semaine.
- Marie Morin
- Cyrille Genet
- Brigitte Cante

### Anciens présentateurs
- Jean-Paul Vincent (retraité depuis le 16 octobre 2014[2])
- Béatrice N'Guyen (partie à la Rédaction nationale de France 3)
- Frédéric Cuvier  (parti à France 3 Provence-Alpes : rédacteur en chef adjoint chargé de la locale de Toulon)
- Stéphane Moccozet (délégué numérique de France 3 Auvergne, de France 3 Rhône-Alpes et de France 3 Alpes)

## Diffusion

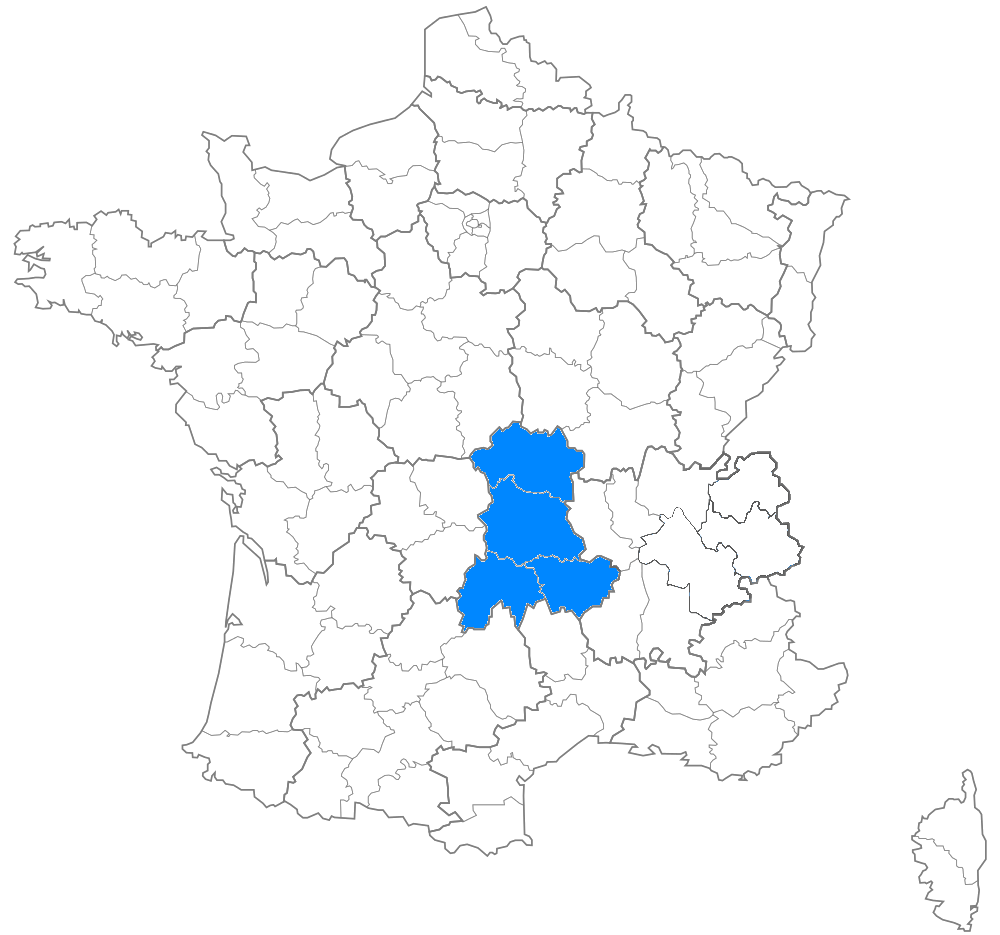
Zone d'émission TNT de France 3 Auvergne

France 3 Auvergne est diffusée sur le canal no 3 de la TNT et sur Numericable dans l'Allier, le Cantal, la Haute-Loire et le Puy-de-Dôme.